# Kandia Kouyaté
Pour les articles homonymes, voir Kouyaté.
Kandia Kouyaté, (parfois orthographié Kandja Kouyaté) née en 1958 ou 1959 à Kita, au Mali, est une jalimusoo malienne (une griotte) et une joueuse de kora. Elle fait partie des ngara, titres donnés aux grands chanteurs, et est quelquefois appelée La dangereuse.

## Biographie
À quinze ans, elle quitte Kita, sa ville natale, pour Bamako. Elle intègre une formation mythique dans la capitale du Mali, Les Apollos, que dirige son oncle Madi Sylla Kouyaté, et où elle croise Mory Kanté, déjà fort connu. Elle participe à une tournée en Europe en 1999 aux côtés des chanteurs guinéens Sékouba Bambino et Oumou Diabate, accompagnés d'un ensemble de musiciens ouest-africains, jouant de la kora , du djembé, du n'goni, du balafon, de la basse, des claviers, des percussions et comprenant un chœur. La tournée intitulée Le Griot Groove Tour inclut des concerts en Allemagne, Autriche, Norvège, Suède et Royaume-Uni. Sa carrière solo commence au début des années 1980 (son premier album solo est même de 1999, Kita Kan).
Elle se fait connaître par l'usage d'un chœur féminin. Cette pratique a, dit-on, été reprise par Mory Kante et Salif Keita. Entre plusieurs enregistrements effectués sur cassette par Mali K7, elle enregistre en 1983 deux long play, sur disque vinyle, Amary Daou présente Kandia Kouyaté d'une part, et Kandja Kouyaté et L’Ensemble instrumental National du Mali, d'autre part. Sa façon de chanter, dense, émotionnelle, hypnotique, lui vaut d'être populaire au Mali, et jusqu'en France, à Paris, même si elle est relativement moins connue à l'extérieur de l'Afrique, du fait de la faible disponibilité de ses enregistrements. Elle a inclus, dans son répertoire, aussi bien des récits traditionnels, des chansons d'amour que des chants de louange.
Kandia Kouyaté subit un accident vasculaire cérébral fin 2004, ce qui la rend presque muette. Elle ne revient enregistrer que onze ans plus tard, en 2015.

## Discographie
- Mayomba (1980, cassette enregistrée localement)
- Amary Daou présente Kandia Kouyaté (1983, LP, produit par Amary Daou)
- Kandja Kouyaté et l'Ensemble instrumental national du Mali (1983, LP)
- OUA 84 (1984, cassette enregistrée localement)
- Projet Dabia (1987, cassette enregistrée localement)
- Sa Kunu Sa (1994, cassette enregistrée localement)
- Kita Kan (1999, CD, Stern's STCD 1088)
- Biriko (2002, CD, Stern's STCD 1095)
- Ngara (2009, compilation 1999/1984/1981)
- Symphonie Mandingue au Daniel Sorano à Dakar (2011, CD, Elite Production, BP2143)
- Renaissance (2015)

### Distinctions civil
- étoile européenne du dévouement civil et militaire[7]